# 第153步兵師 (德國國防軍)
德國國防軍陸軍第153步兵師（德語：153. Infanterie-Division）是納粹德國國防軍陸軍的一個步兵師。該師於1939年8月在波茨坦組建。
該師組建後，一直作為預備隊，駐紮在德國國內，並沒有參加作戰行動。
該師最後於1942年9月改編為第153後備師，第153步兵師番號直到1945年德國投降再也沒有重新使用。

## 註腳
1. ↑  Mitcham（2007年）